# Stradina di Delft
La Stradina di Delft è un dipinto a olio su tela (53,5x43,5 cm) di Jan Vermeer, databile al 1657-1658 circa e raffigurante un frammento di vita nella cittadina olandese di Delft. Conservato nel Rijksmuseum di Amsterdam, il dipinto è firmato a sinistra, sotto la finestra, I V Meer. Assieme alla Veduta di Delft si tratta dell'unico paesaggio riferibile con ragionevole sicurezza a Vermeer.

## Storia
La prima documentazione pubblica del quadro potrebbe riferirsi a una nota d'inventario stilato per l'asta della collezione Dissius ad Amsterdam (16 maggio 1696), dove comparivano "Una veduta di una casa che si trova a Delft" e "Una veduta di alcune case". Si reputa che il primo possa essere questo dipinto, venduto all'epoca per 72.10 fiorini.
Tra Sette e Ottocento passò per diverse collezioni private di Amsterdam. Nel 1921 venne acquistato per 625.000 fiorini da sir Henry William Deterding che successivamente ne fece dono al museo.
La casa oggetto del dipinto, sul Mechelen lungo un lato di Voldersgracht, venne abbattuta per erigere la gilda di San Luca nel 1661: si tratta di un prezioso termine ante quem, e non si può escludere che l'artista scelse proprio questo scorcio poiché destinato a scomparire. Oggi l'edificio ospita in onore del pittore il Centro Vermeer.
La datazione si basa anche su dati tecnici, come la presenza, solo in alcune zone (come i rampicanti), delle piccole pennellate puntiformi, dense di colore chiaro.

## Descrizione e stile

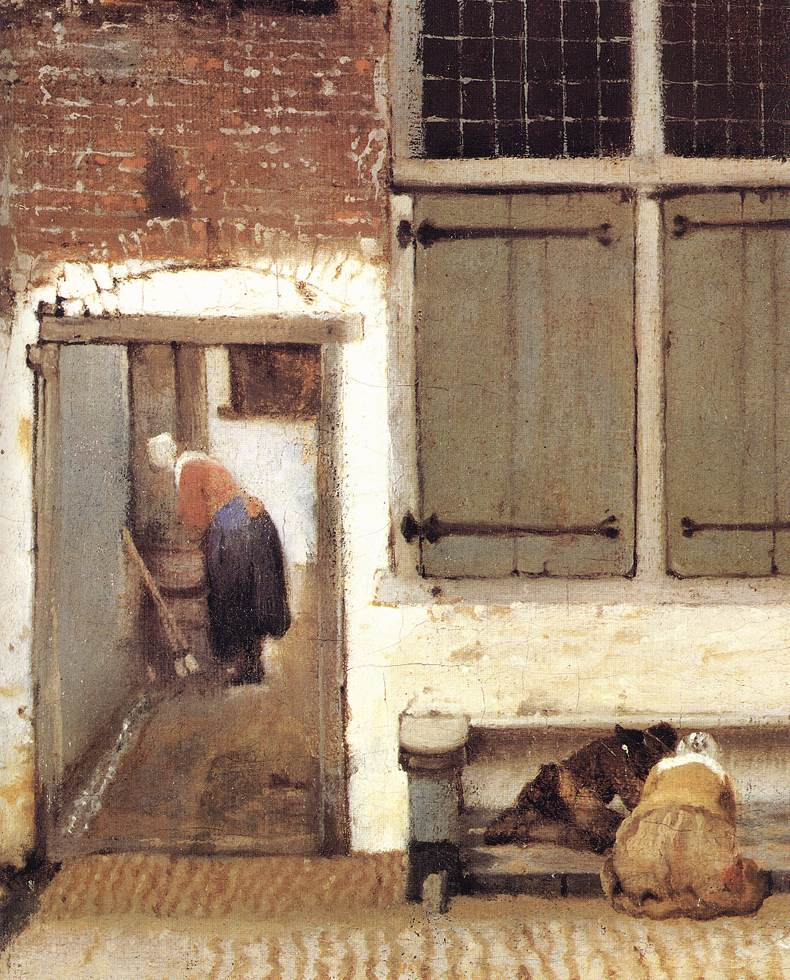
Dettaglio

Opera assai ammirata fin dal passato, rappresenta una strada della nativa città di Delft, così come appariva nel diciassettesimo secolo: due case, le cui facciate sono rappresentate solo parzialmente secondo un taglio di estrema modernità (basato sulla regola dei terzi) e sono unite da due passaggi. Nello sfondo si apre una veduta dei tetti di altre case e un cielo chiaro velato da nubi, che bucano la profondità. Accurata e di notevole maestria è la descrizione degli edifici, coi mattoncini rossi qua e là consunti, l'intonaco di calce chiaro tirato solo fino al piano terra, le finestre coi vetri piombati, le imposte di legno, il marciapiede quadrettato a fianco della strada di ciottoli. Qui scorre una canalina che, ancora una volta, accentua il senso prospettico.
Quattro figure umane compaiono in scala ridotta e in atteggiamenti schiettamente quotidiani: due donne alla presa coi lavori domestici (una indaffarata vicino a una specie di catino, una che cuce sulla porta di casa) e due bambini accovacciati per giocare in terra. Le donne offrono un ideale di virtù domestica: occuparsi della propria casa era di fondamentale importanza per le donne olandesi.
Più che la rappresentazione dell'architettura cittadina, al pittore interessava immortalare la tranquilla quotidianità di un giorno qualunque, dove anche una scopa appoggiata o un rivolo di acqua saponata contribuiscono a creare un'atmosfera sospesa di sottile poesia. A differenza dei suoi contemporanei (come ad esempio Pieter de Hooch, che condivise soggetti simili), Vermeer appare anche in questa tela il "pittore del silenzio".